# Azam Radzhabov
Azam Radzhabov (tiếng Belarus: Азам Раджабаў; tiếng Nga: Азам Раджабов; sinh 21 tháng 1 năm 1993) là một cầu thủ bóng đá Belarus. Tính đến năm 2018, anh thi đấu cho Vitebsk.

## Sự nghiệp
Before gia nhập Gomel, anh trải qua 2 năm thi đấu ở đội trẻ và dự bị của Dynamo Kyiv, nhưng không có cơ hội ra mắt đội chính.